# Валмиерское соглашение
Валмиерское соглашение — мирный договор, заключённый в ливонском городе Вольмаре, который подвёл итог многолетнему интенсивному противостоянию таких мощных феодальных организаций, как Ливонский орден и Рижское архиепископство, которые, в свою очередь, претендовали на контроль над Ригой и её жителями.
Соглашение было заключено двумя (даже тремя) противоборствующими сторонами 30 марта 1491 года. В первую очередь этот договор был направлен на благополучное разрешение долголетнего конфликта между орденом и рижанами. Это соглашение строилось на основе безоговорочного признания верховенства орденской власти над городом, и все пункты соглашения исходили из этого универсального постулата. В данном соглашении было оговорено, в частности, и такое значимое условие, как необходимость возврата ордену всех его прежних владений, которые он потерял в ходе боёв за подконтрольную ему территорию Ливонии. В число этих спорных участков входили и те, которые были переданы во владение рижанам прежними магистрами и вице-магистрами Ливонского ордена. Со стороны Ливонского ордена соглашения заверил магистр Иоганн Фридрих фон Лоринкгофе (занимал пост магистра с 1483 до 1494 года). Помимо этих территориальных потерь, Рига обязалась вернуть все корабли, переданные ей орденскими начальниками во временное пользование, а также ряд новых земель, вошедших в состав Рижского патримониального округа, некогда принадлежавших рыцарям.
Другим «традиционным» условием, с которым рижанам чаще всего приходилось безропотно смиряться — это категорично формулируемое принуждение к постройке нового орденского замка. В данном случае речь шла об отстраивании новой орденской цитадели на берегу Западной Двины (аккурат на том месте, где располагался прежний орденский замок, беспощадно разрушенный рижскими бунтовщиками в ходе очередного антифеодального восстания, которое состоялось в 1484 году, когда вооружённые формирования защитников Риги изгнали орденский гарнизон из крепости). Замок, о котором идёт речь, был отстроен капитулировавшими рижанами по условиям договора, заключённого в 1330 году по распоряжению успешного орденского военачальника Эберхардта фон Монгейма, отвоевавшего Ригу после ожесточённого тридцатитрёхлетнего противостояния. За два года до его разрушения, в марте 1482 года, орденский оборонительный гарнизон капитулировал в Дюнамюндской фортеции, тем самым рижанам удалось захватить инициативу и выиграть темп в этой непрекращающейся борьбе между сеньором и вассалом. Тем не менее, когда осенью 1484 года пост рижского архиепископа занял ярый приверженец Ливонского ордена Михаэль Хильдебрандт (годы жизни 1433—1509), он тотчас же пошёл на заключение неофициального соглашения о сотрудничестве с фон Лоринкгофе, что повлияло на итоговый расклад сил. Таким образом, по условиям Валмиерского соглашения рижане были вынуждены за 6 лет отстроить новые, но схожие по качеству замковые комплексы в Риге и на территории форпоста Дюнамюнде.
Ещё один коронный пункт заключённого соглашения — вся система городских укреплений отныне бралась под контроль Ливонским орденом. При этом фон Лоринкгофе за себя и за всех своих преемников отказывал рижанам в праве находится в отношениях политического партнёрства со шведским королём Стеном Стуре Старшим. Все жалобы, которые подавались рижанами, должен был рассматривать исключительно рижский архиепископ. В общем, этот договор дополнительно подтвердил состояние полной зависимости жителей Риги, интересы которых олицетворяла такая властная инстанция, как магистрат, от феодального патрона, каковым традиционно являлся Ливонский орден.